# Station Poznań Strzeszyn
Station Poznań Strzeszyn is een spoorwegstation in de Poolse plaats Poznań.